# 881 Athene
881 Athene, asteroid glavnog pojasa. Otkrio ga je Max Wolf, 22. srpnja 1917.

## Vanjske poveznice
- Minor Planet Center